# Dahabeya

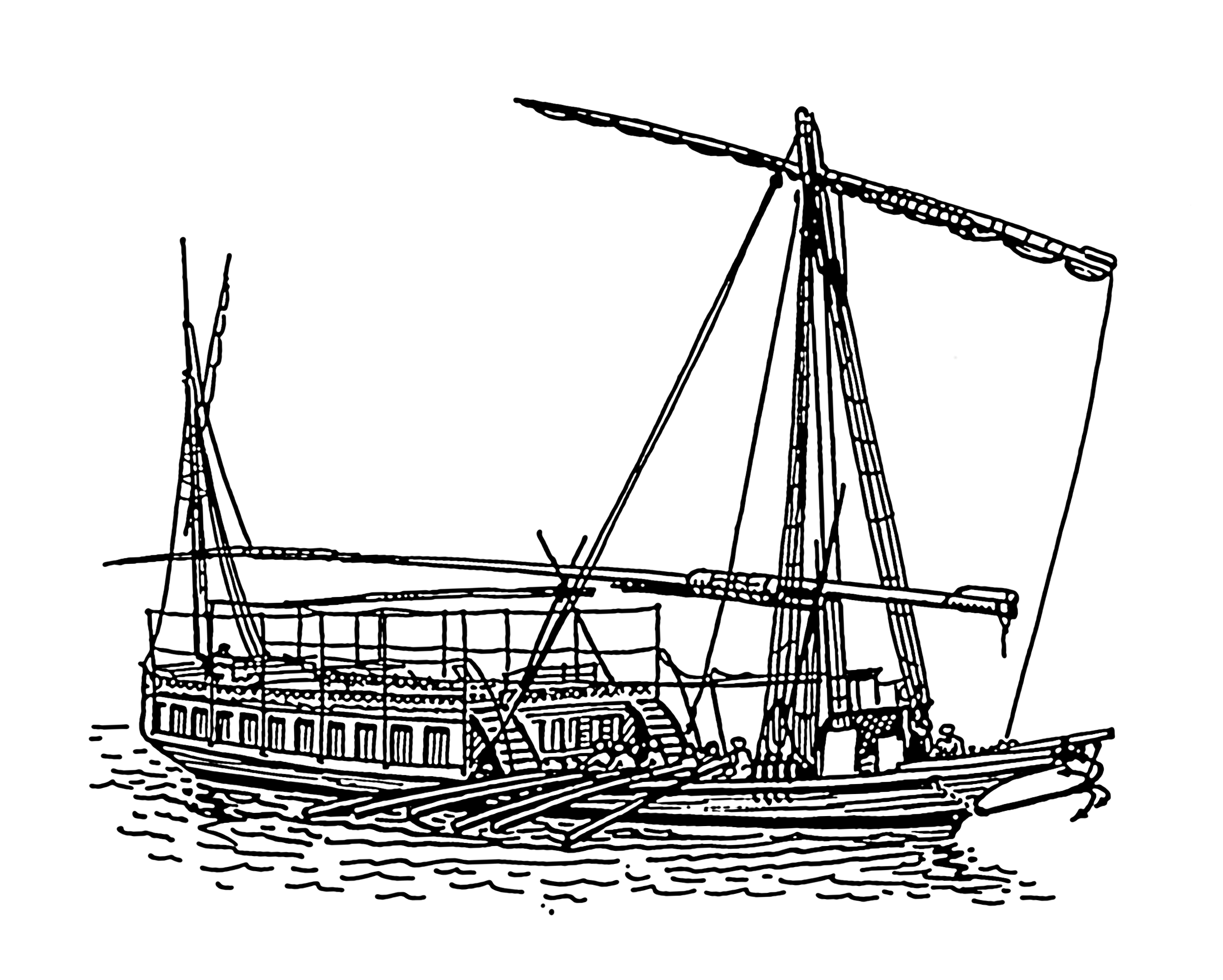
Disegno di una dahabeya

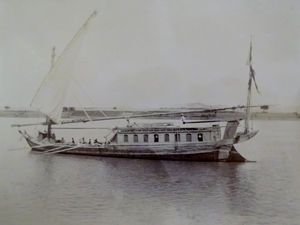
Una dahabeya sul Nilo nel 1891

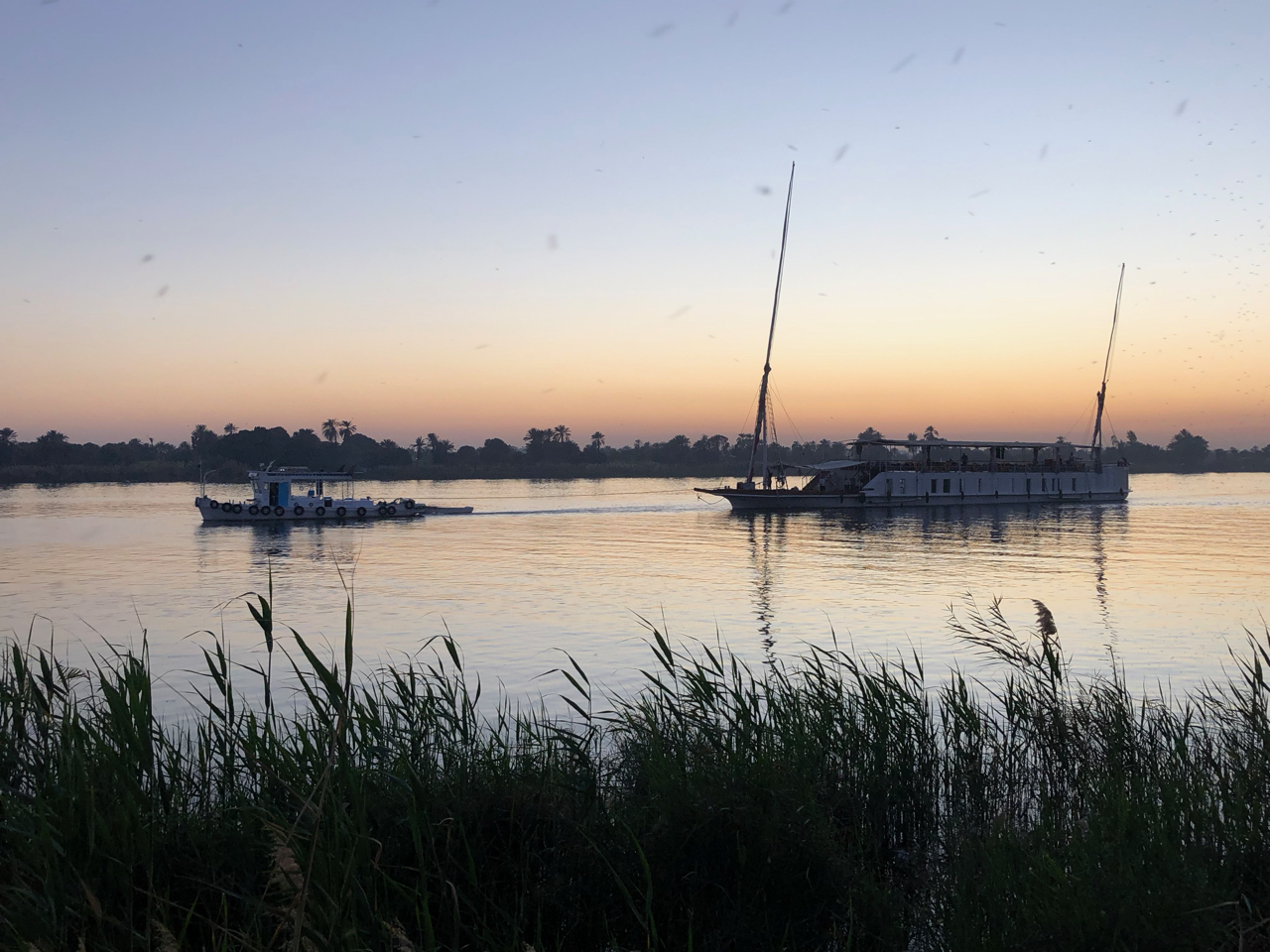
Una moderna dahabeya sul Nilo nel 2020

La dahabeya (in arabo  ذهبية ‎?, /ðahabīya/), trascritta anche come dahabeah, dahabeeyah, dahabiah, dahabiya, dahabiyah, dhahabiyya, dahabiyeh e dahabieh, è una nave passeggeri utilizzata per la navigazione sul fiume Nilo in Egitto. Si tratta di una nave a 2 alberi dal fondo poco profondo, simile a una chiatta, con due o più vele triangolari, che veniva raffigurata già migliaia di anni fa sulle pareti delle tombe dei faraoni egiziani.
Il suo nome deriva dalla forma femminile in lingua araba dell'aggettivo ذهبي (/ðahabī/), ossia "dorato", a sua volta derivante dal sostantivo ذهب (/ðahab/), che vuol dire "oro", in quanto durante il Medioevo tali imbarcazioni venivano rivestite con dorature per essere utilizzate dai governanti musulmani dell'Egitto. in seguito vennero adottate anche dagli scienziati della spedizione di Napoleone, nonché da vari viaggiatori nel corso del XIX secolo nei loro viaggi avventurosi e di scoperta lungo il Nilo.
Al giorno d'oggi ne esistono versioni moderne, dotate anche di potenti motori di riserva, che vengono utilizzate per compiere facoltose crociere sul Nilo.